# Aurora Basket Jesi
Maillots
L'Aurora Basket Jesi est un club italien de basket-ball issu de la ville de Jesi. Le club appartient à la LegA Due, soit la deuxième division du championnat italien sous la dénomination Fileni Jesi.

## Historique
Portant alors le nom de Sicc Cucine Jesi, le club a passé la saison 2004-05 en LegA, pour une saison seulement en 1e division.

## Noms successifs
- Depuis 2007 : Fileni Jesi
- 2006 - 2007 : Aurora
- 2002 - 2006 : Sicc BPA
- 1999 - 2002 : Sicc Aurora
- 1998 - 1999 : Cucine

## Palmarès
- Champion de LegA Due : 2004

## Joueurs célèbres ou marquants
- Goran Jurak
- Torgeir Bryn